# Тухоля (концентрационный лагерь)

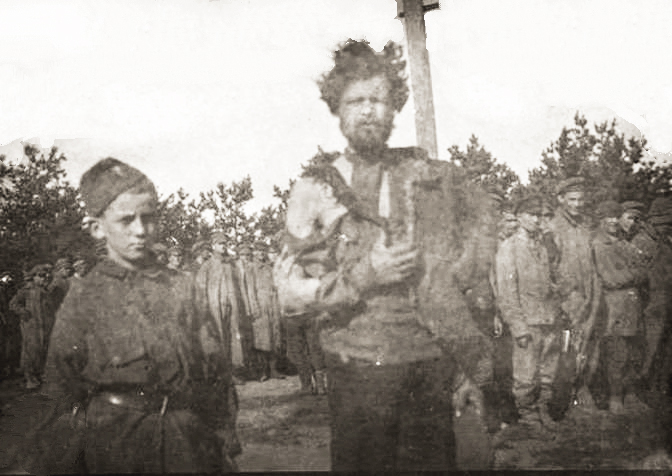
Неизвестный военнопленный.

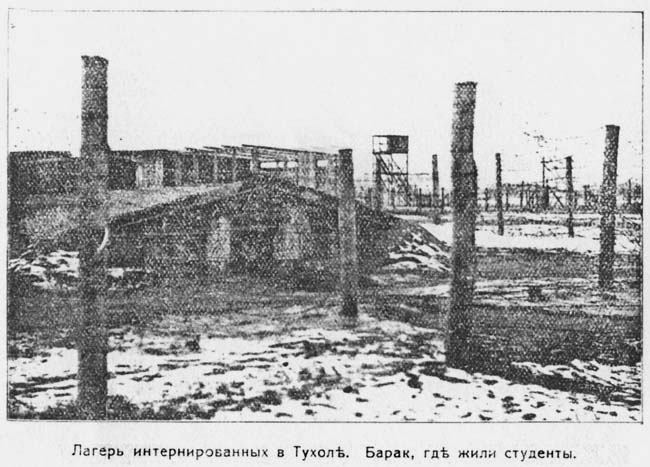
Лагерь для военнопленных.

Лагерь №7 (в некоторых документах Лагерь пленных №6) в Тухо́ле (в Тухо́ли при варианте названия Тухо́ль) (пол. Tuchola, нем. Tuchel) — лагерь в районе города Тухоля, в Польше. С 1919 по 1921 годы здесь содержались военнопленные красноармейцы, часть которых погибла из-за голода, инфекционных заболеваний и жестокого обращения.

## История лагеря
Лагерь был построен немцами в 1914 году, во время Первой мировой войны. В нём сначала содержались военнопленные из стран Антанты: в основном русские и румынские, а также французские, английские и итальянские военнопленные.
Во время польско-советской войны (1919—1921) лагерь был использован польскими властями для содержания советских военнопленных. 
Во второй половине 1920 года, в промежутке от Варшавской битвы в августе до прекращения огня в октябре, в лагерь идёт большой поток советских пленных. 
Согласно сводке командования лагеря пленных №7 в Тухоли с 15 августа по 1 октября 1920 года в лагерь поступило 7981 пленных красноармейцев. 
10 ноября 1920 года Министерство военных дел Польши указывает в справке для Верховного командования Войска Польского, что общая численность пленных в лагере Тухоля составляет уже 4729 человек (при этом указано 8000 «свободных мест»). 
25 ноября 1920 года датируется документ Военного министерства Франции «о лагерях военнопленных большевиков, украинцев и русских в Польше», согласно которому в лагере Тухоля содержится 5000 человек (с указанием общей вместимости в 20000). Контингент подразделён следующим образом — «большевики» и 400 украинских офицеров. 
В декабре 1920 года сотрудник французской военной миссии Муррюо сообщает, что в лагере, упоминаемом им как «Лагерь №6 в Тухоле (Померания)», насчитывается 3700 «пленных большевиков».
В декабре 1920 г. представитель Польского общества Красного Креста Наталья Крейц-Вележиньская писала:

Лагерь в Тухоле — это т. н. землянки, в которые входят по ступенькам, идущим вниз. По обе стороны расположены нары, на которых пленные спят. Отсутствуют сенники, солома, одеяла. Нет тепла из-за нерегулярной поставки топлива. Нехватка белья, одежды во всех отделениях. Трагичнее всего условия вновь прибывших, которых перевозят в неотапливаемых вагонах, без соответствующей одежды, холодные, голодные и уставшие… После такого путешествия многих из них отправляют в госпиталь, а более слабые умирают.

Вместе с тем, согласно сводке Министерства военных дел Польши №40 от 6 марта 1921 года перед самым концом войны в лагере пленных №7 в Тухоли насчитывается  10934 «большевицких пленных» (836 офицеров и 10098 рядовых).

## Смертность в Тухоле и в целом по лагерям Польши
Сегодня вызывает много споров вопрос о числе российских военнопленных, умерших в Тухоле и в других польских лагерях для военнопленных. Польская сторона с самого начала скрывала статистику по количеству умерших и погибших военнопленных. К настоящему времени доступны все архивы польской стороны, касающиеся периода советско-польской войны 1919—1921 годов. 
В фундаментальном исследовании «Красноармейцы в польском плену в 1919—1922 гг.», подготовленном Федеральным архивным агентством России, Российским государственным военным архивом, Государственным архивом Российской Федерации, Российским государственным архивом социально-экономической истории и польской Генеральной дирекцией государственных архивов на основе двустороннего соглашения от 4 декабря 2000 года, польские профессора З. Карпус и В. Резмер утверждают, что в польском плену в лагере Тухоля умерло до 2 тыс.человек, а наибольшее число умерших было в лагере Стшалкове — около 8 тыс. человек. В целом по оценкам польских учёных получается, что в польском плену умерло не более 16—20 тысяч красноармейцев. 
Тем не менее, вопрос о количестве умерших в плену красноармейцев был поднят ещё в 1921 году, когда эмигрантская русская пресса в Варшаве, в том числе газета «Свобода», писала о Тухоле как о «лагере смерти», в котором умерло 22 тыс. красноармейцев. 

Отчеты госпитальных служб подтвердили сообщения русской эмигрантской прессы об огромном количестве погибших в лагере Тухоля:
С момента открытия лазарета в феврале 1921 г. до 11 мая того же года в лагере было эпидемических заболеваний 6491 (сыпной, возвратный и брюшной тиф, холера, дизентерия, туберкулёз и др.), неэпидемических 12294, всего 23785 заболеваний… За тот же промежуток времени в лагере зарегистрировано 2561 смертный случай, за три месяца погибло не менее 25 % общего числа пленных, содержавшихся в лагере
Судя по отчётам госпитальных служб и свидетельствам самих заключенных, первоначальные оценки количества погибших военнопленных в Тухоле достаточно реалистичны.
Также и в письме руководителя польской разведки (II отдела Генерального штаба Верховного командования Войска Польского) подполковника Игнацы Матушевского от 1 февраля 1922 г. в кабинет военного министра Польши сообщается, что в Тухольском лагере за все время его существования погибли 22 тысячи военнопленных Красной Армии.
Уровень смертности в других лагерях был не ниже. Так, в начале августа 1919 г. в Брест-Литовске, где содержалось примерно такое же количество пленных, как в Тухоле, только за один день во время эпидемии дизентерии умерло 180 человек. 
Но и в других местах ситуация была не лучше.

Вот сообщение, которое в декабре 1919 года процитировал в докладной записке польский чиновник о лагере в Белостоке (по польским документам лишь распределительный пункт, который только в конце советско-польской войны в марте 1921 года станет фигурировать в документах как Концентрационный лагерь № 21):
«Я посетил лагерь пленных в Белостоке и сейчас, под первым впечатлением, осмелился обратиться к господину генералу как главному врачу польских войск с описанием той страшной картины, которая предстает перед каждым прибывающим в лагерь… Вновь то же преступное пренебрежение своими обязанностями всех действующих в лагере органов навлекло позор на наше имя, на польскую армию так же, как это имело место в Брест-Литовске. В лагере на каждом шагу грязь, неопрятность, которые невозможно описать, запущенность и человеческая нужда, взывающие к небесам о возмездии. Перед дверями бараков кучи человеческих испражнений, больные до такой степени ослаблены, что не могут дойти до отхожих мест… Сами бараки переполнены, среди „здоровых“ полно больных. По моему мнению, среди 1400 пленных здоровых просто нет. Прикрытые только тряпьем, они жмутся друг к другу, согреваясь взаимно. Смрад от дизентерийных больных и поражённых гангреной, опухших от голода ног. В бараке, который должны были как раз освободить, лежали среди других больных двое особенно тяжелобольных в собственном кале, сочащемся через верхние портки, у них уже не было сил, чтобы подняться, чтобы перелечь на сухое место на нарах… Причины такого положения вещей — общее тяжёлое положение страны и государства после кровавой и изнуряющей войны и вызванные этим нехватка продовольствия, одежды, обуви; переполненность лагерей; присылка здоровых вместе с больными с фронта прямо в лагерь, без карантина, без дезинсекции; наконец — и пусть виновные в этом покаются — это неповоротливость и безразличие, пренебрежение и невыполнение своих прямых обязанностей, что является характерной чертой нашего времени. Поэтому останутся безрезультатными все усилия и старания, любая суровая и тяжёлая работа, полная самопожертвования и горения, работа, Голгофу которой отмечают многочисленные, ещё не поросшие травой могилы врачей, которые в борьбе с эпидемией сыпного тифа в лагерях пленных отдали жизнь при исполнении служебного долга… Победа над эпидемией сыпного тифа и санирование лагерей в Стшалково, Брест-Литовске, Вадовице и Домбе — но реальные результаты в настоящий момент минимальны, потому что голод и морозы собирают жертвы, спасенные от смерти и заразы».

## Современное состояние
По состоянию на 2011 год на месте бывшего лагеря располагается цементный завод, построенный в 1970-е годы. Воинское кладбище с братскими могилами советских военнопленных (а также интернированных различных формирований) сохранилось. Самые ранние захоронения — русских и румынских военнопленные времён Первой мировой войны 1914-1918 гг.